# Władysław Emanuel Lubomirski
Książę Władysław Jan Emanuel Lubomirski  herbu Szreniawa bez Krzyża (ur. 19 czerwca 1824 we Stanisławowie; zm. 24 lutego 1882 w Warszawie) – przyrodnik, działacz filantropijny, konchiolog, ogłosił szereg prac naukowych z tego zakresu, naczelnik cywilny województwa mohylewskiego w czasie powstania styczniowego.

## Życiorys
Władysław Emanuel był synem księcia Eugeniusza Lubomirskiego (1789–1834) i Marii Czackiej. Miał trzech braci Eugeniusza Adolfa (* 1825) i Jana Tadeusza (* 1826) oraz Stefan Lubomirski. Pierwsze nauki pobierał w szkole Wawrzyńca Czekanowskiego w Krzemieńcu. Potem uczył się w liceach w Kijowie i w Carskim Siole koło Petersburga. Po zakończeniu nauki pracował jako urzędnik państwowy i zajmował się zarządzaniem swego majątku.
W latach 1858–1863 pełnił godność marszałka szlachty powiatu orszańskiego. Podczas powstania styczniowego był komisarzem wojewódzkim, za co został zesłany w głąb Rosji. Po powrocie z zesłania zamieszkał w Warszawie. Był człowiekiem nauki. Już w Stanisławowie założył ogród botaniczny i zgromadził cenną bibliotekę botaniczną. Mieszkając w Warszawie skatalogował i oznaczył zbiór mięczaków znajdujący się w Gabinecie Zoologicznym Uniwersytetu Warszawskiego. Opublikował dwie prace poświęcone lądowym ślimakom Ameryki Południowej.
W ciągu 15 lat pobytu w Warszawie zgromadził bogatą kolekcję konchiologiczną. Zbiór ten ofiarował Państwowemu Muzeum Przyrodniczemu. Książę Władysław Emanuel Lubomirski zmarł 24 lutego 1882 roku. Jego grób znajduje się na Cmentarzu Powązkowskim w Warszawie.

## Wywód przodków
| 4. Franciszek Ksawery Lubomirskii |  |                         |  |  |                                 |
|                                   |  | 2. Eugeniusz Lubomirski |  |  |                                 |
| 5. Teofila Rzewuska               |  |                         |  |  |                                 |
|                                   |  |                         |  |  | 1. Władysław Emanuel Lubomirski |
| 6. Tadeusz Czacki                 |  |                         |  |  |                                 |
|                                   |  | 3. Maria Czacka         |  |  |                                 |
| 7. Barbara Dembińska              |  |                         |  |  |                                 |
|                                   |  |                         |  |  |                                 |